# 关坪乡
关坪乡，是中华人民共和国云南省大理白族自治州云龙县下辖的一个乡镇级行政单位。

## 行政区划
关坪乡下辖以下地区：
关坪村、胜利村、高明村、新荣村和自新村。

## 中国传统村落
2013年8月，字衙村被评为第二批中国传统村落。